# Angela Schmid (Politikerin)
Angela Schmid (* 1. August 1943 in Nordhausen; geborene Schlumm) ist eine deutsche Politikerin.
Angela Schmidt studierte nach dem Abitur Rechtswissenschaften an der Ludwig-Maximilians-Universität München. Sie war von 1999 bis 2004 Stadträtin in Stuttgart und ab 2004 für ein Jahr als Nachrückerin für Tanja Gönner Mitglied des Deutschen Bundestags für die CDU. Den Wiedereinzug ins Parlament schaffte sie nicht, sie unterlag gegen Ute Kumpf (SPD).
Ihre Domänen sind Jugend- und Sozialpolitik. Sie ist verheiratet und hat eine Tochter und zwei Söhne. Seit Ende 2005 ist Angela Schmid Vorsitzende von donum vitae in Baden-Württemberg.